# Boleslas de Dobrzyń
Pour les articles homonymes, voir Boleslas.
Boleslas de Dobrzyń  (en polonais Bolesław dobrzyński), connu aussi sous le nom de Bolek de Dobrzyń (Bolek dobrzyński), de la dynastie des Piasts, est né entre 1303 et 1306, et est décédé en 1328.
Il est duc de Dobrzyń (1312-1327/1328), ensuite duc de Łęczyca (à partir de 1327/1328).

## Biographie
Boleslas est le fils cadet de Siemovit de Dobrzyń et d’Anastasia de Galicie. Lorsque son père décède en 1312, il est trop jeune pour régner. Sa mère et son oncle Ladislas Ier le Bref, roi de Pologne, assurent la régence jusqu’en 1316. Par la suite, il gouvernera avec son frère Ladislas le Bossu jusqu’à la fin de sa vie. Ils soutiennent leur oncle Ladislas le Bref à qui ils ont rendu un hommage de vassalité. Ils s’efforcent également d’avoir des relations amicales avec l’Église. En 1323, à Rypin, ils fondent un hôpital confié à des religieux.
En 1327, Ladislas Ier le Bref les convainc de lui céder leur duché, stratégiquement important dans la guerre contre les Teutoniques, en échange du duché de Łęczyca.
Jamais marié et sans enfant, Boleslas de Dobrzyń meurt en 1328.